# يوكي كايدا
يوكي كايدا (甲斐田ゆき كايدا يوكي) هي مؤدية أصوات يابانية ولدت في 30 نوفمبر في طوكيو.

## أدوارها في الأنمي

### مسلسلات أنمي تلفزيونية
- القناص (1999) - كورابيكا.
- أوجاماجو دوريمي (1999)
- المفتش فابر (2000)
- ويب دايفر (2001)
- أبطال الديجيتال (الجزء الرابع) (2002)
- قتال الطيف (2004)
- حروف السكر (2005)
- سوزوكا (2005) - أيانو فوجيكاوا.
- رحلة بورفي الطويلة (2008)
- رنين الجواهر (2009)
- أبطال الكرة (2010)
- برج درواغا (2010) - كلكامش (أيام الطفولة).
- بيدامان كروس فاير (2012)
- زيتمان (2012)
- مونسونو (2013)
- ون بيس (2016) - ديزاير.
- في عالم أخر مع هاتفي الذكي (2017)

### أنمي الإنترنت
- هيتاليا Axis Powers - الصين

### أوفا أنمي
- القناص - كورابيكا
- القناص: جزيرة الجشع - كورابيكا
- القناص: نهاية جزيرة الجشع - كورابيكا
- كوينز بليد: المحاربات الجميلات - إيكيدنا

### أفلام أنمي
- هيتاليا: الشاشة الفضية Paint it, White - الصين

## أدوارها في ألعاب الفيديو
- تيلز أوف غريسز - أسبل لانت (أيام الطفولة)
- زينوبليد كرونيكلز - ريكي

## أدوارها في الدبلجة اليابانية
- فتيات القوة - فيم فاتال

## وصلات خارجية
- يوكي كايدا على موقع IMDb (الإنجليزية)
- يوكي كايدا على موقع ميوزك برينز (الإنجليزية)
- يوكي كايدا على موقع قاعدة بيانات الفيلم (الإنجليزية)
- يوكي كايدا على موقع كينوبويسك (الروسية)
- يوكي كايدا على موقع ANN person (الإنجليزية)